# Papá Levante
Papá Levante est un groupe féminin de synthpop espagnol, originaire de Cadix

## Biographie
Le groupe est formé en 2000, et composé de six chanteuses : Gala, Iren, Sandra, Maria, Pao, et Sonia. Il sort son premier album, Tomalacaté, en 2001, chez Universal Music-Latino qui s'écoule à 250 000 exemplaires. 
Un deuxième, Sopla Levante, sort en 2003 chez Island Def Jam,. Mais après un troisième album sorti en 2005, le groupe se sépare en 2006. L'une des chanteuses, Gala Évora, poursuit ensuite une carrière d'actrice et sort quelques disques en solo.

## Discographie
- 2001 : Tomalacaté
- 2003 : Sopla levante
- 2005 : Pa ti, pa mi